# Claude Chabanceau de La Barre
Pour les articles homonymes, voir De La Barre.
Claude Chabanceau de La Barre (1570 - vers 1615) fut organiste co-titulaire de la Cathédrale Notre-Dame de Paris avec son père Pierre Chabanceau de La Barre.